# Théorie de la pertinence
La théorie de la pertinence, à l'origine une des maximes gricéennes, pose qu'il existe un principe d'économie dans le langage, visant à ne dire que ce qui est pertinent.

## Antécédents
Le philosophe Paul Grice est connu pour sa distinction entre deux formes de communication : le sens naturel et le sens non-naturel. Un signe signifie de lui-même lorsque sa seule production a du sens (comme le rougissement définit la honte), et de façon non-naturelle lorsque le sens de celui-ci est le résultat d'une convention. Il est un des premiers à développer la théorie inférentielle, qui définit la communication comme régulée par le principe d'inférence : un signe signifie lorsque, combiné avec le contexte, un interlocuteur peut déduire/inférer le sens de ce dernier.
En France, à peu près à la même époque, Oswald Ducrot développait des idées comparables.

## Développement théorique
Dan Sperber, philosophe et anthropologue français, et Deirdre Wilson, linguiste britannique, ont développé à partir de ces idées une théorie pragmatique générale, connue sous le nom de théorie de la pertinence. Ces derniers partagent les présupposés communs de la linguistique pragmatique, dont la notion d'implicature conversationnelle et d'inférence, qui se réfère au sens signifié ou implicite dans une proposition.
La théorie de la pertinence telle qu'elle est développée par Sperber et Wilson reprend le point central de la théorie de Grice, qui est que le but central de la communication humaine est de reconnaître, grâce à un effort coopératif, l'intention communicative de l'interlocuteur. Cette théorie est basée sur le modèle d'inférence, modèle selon lequel un locuteur va fournir à son interlocuteur un certain nombre d'indices qui, mis en parallèle avec le contexte, vont lui permettre d'inférer l'intention de communication. Devant les multiples sens accessibles d'un énoncé, un locuteur va sélectionner celui qui engendrera un maximum d'effets face à un minimum d'effort. Tout nouvel effort cognitif doit être justifié par un effet plus grand. En d'autres termes, un énoncé est pertinent lorsque, en contexte, l'effort cognitif est justifié par l'effet cognitif.
Pour Wilson et Sperber, une perception est pertinente pour l'individu quand elle se relie à l'information qui lui est déjà disponible pour lui permettre de tirer des conclusions qui lui importent — répondre à une question, résoudre une ambiguïté, confirmer un soupçon, corriger une erreur. Cette conception diffère de celle de Grice.
Jean-Louis Dessalles, chercheur français en sciences cognitives, examine quant à lui, la pertinence d'un point de vue évolutionnaire selon lequel « Dans notre espèce, la soumission aux exigences de la pertinence conditionne l’établissement et le maintien des liens sociaux, et donc indirectement le succès et la survie des individus. » Il éclaire nos conceptions théoriques sur la nature de nos connaissances et sur l'émergence de la communication humaine par la distinction entre pertinence narrative et pertinence argumentative.